# 伊吹元五郎

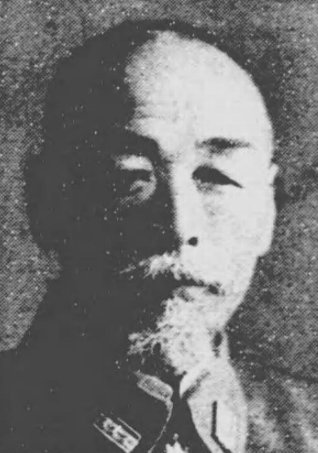
伊吹元五郎

伊吹 元五郎（いぶき もとごろう、1874年（明治7年）11月28日 – 1959年（昭和34年）3月17日）は、大日本帝国陸軍軍人。衆議院議員。

## 経歴
長崎県長崎市出身。1898年（明治31年）、陸軍士官学校を卒業。最終階級は陸軍大佐。シベリア出兵に従軍した。帝国在郷軍人会長崎市聯合分会長、同本部評議員、同西彼杵郡聯合分会長、長崎護国会長、大政翼賛会長崎県協力会議長、同中央協力会議員などを務めた。
1942年（昭和17年）、第21回衆議院議員総選挙に長崎1区（当時）から翼賛政治体制協議会の推薦を受け出馬し、当選を果たした。1946年（昭和21年）、推薦議員のため公職追放となった。